# الاتحاد (الحرب الأهلية الأمريكية)

في علم الولايات المتحدة الأمريكية من 1861 إلى 1863. والولايات الجنوبية كانت لا تزال ممثلة في عدد من النجوم في العلم، منذ إعلان الكونفدرالية الانفصال عن الاتحاد كان لا يزال يعتبر غير قانوني من قبل الولايات المتحدة. في عام 1863، تم إضافة نجمة لتمثيل الدولة الجديدة من ولاية فرجينيا الغربية.

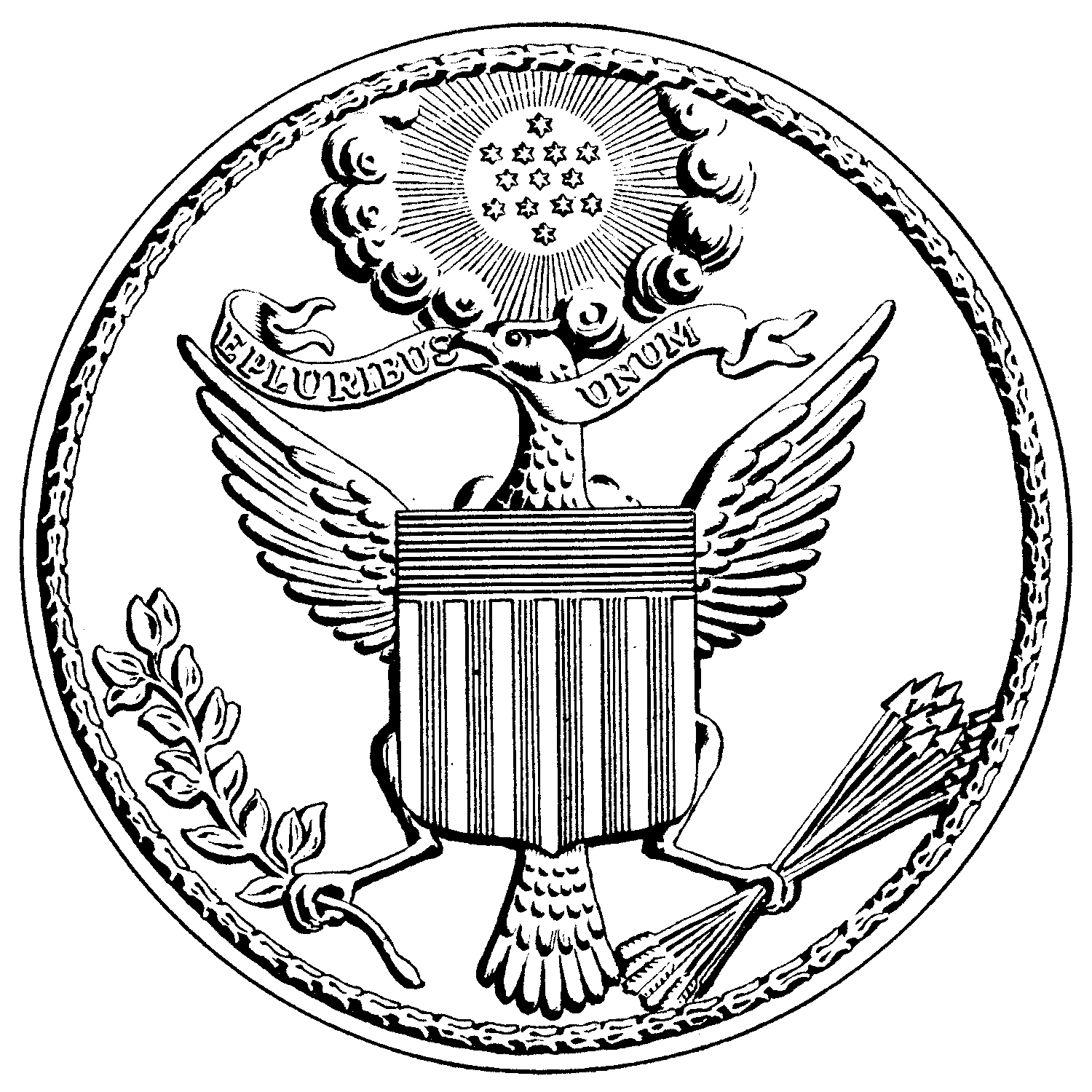
و ختم الولايات المتحدة العظيم الأمريكية خلال الحرب.

خلال الحرب الأهلية الأمريكية، والاتحاد مصطلح يستخدم للإشارة إلى الولايات المتحدة الأمريكية، وبالتحديد إلى الحكومة القومية والولايات مجانية 20 وخمس ولايات الرقيق الحدود التي تدعم ذلك. وقد عارض الاتحاد من قبل 11 دولة الرقيق الجنوبية التي شكلت الولايات الكونفدرالية الأمريكية، أو «الكونفدرالية».
كل الدول التابعة للاتحاد المنصوص جنود للجيش الأمريكي. أرسل المناطق الحدودية أيضا أعداد كبيرة من الجنود إلى الكونفدرالية. لعبت الولايات الحدودية دورا رئيسيا كقاعدة إمداد لغزو الاتحاد من الكونفدرالية. قدمت شمال شرق الموارد الصناعية لحرب ميكانيكية تنتج كميات كبيرة من الذخائر والإمدادات، وكذلك تمويل الحرب. تقدم الغرب الأوسط الجنود والغذاء والخيول، وكذلك مخيمات الدعم والتدريب المالية. تم إنشاء مستشفيات الجيش في أنحاء الاتحاد. كانت معظم الدول المحافظين الجمهوريين الذين دعموا بقوة جهود الحرب وقمع التخريب المناهضة للحرب في 1863-1864. بدعم الحزب الديمقراطي بشدة الحرب في عام 1861 ولكن تم تقسيم من قبل 1862 بين الديمقراطيين الحرب وعنصر المناهضة للحرب بقيادة «النحاسية». جعل الديمقراطيين مكاسب انتخابية كبيرة في عام 1862 في انتخابات الولاية، وعلى الأخص في نيويورك. انهم فقدوا الأرض في عام 1863، وخاصة في ولاية أوهايو. في عام 1864 حملة الجمهوريين تحت راية حزب الاتحاد، والتي جذبت العديد من الديمقراطيين الحرب والجنود وسجل انتصارا ساحقا لينكولن وتذكرته بأكمله.
وكانت سنوات الحرب مزدهرة تماما إلا إذا أخذت القتال وحرب العصابات الخطيرة مكان على طول الحدود الجنوبية. وحفز الازدهار الإنفاق الحكومي الثقيل، وإنشاء نظام مصرفي وطني جديد تماما. استثمرت دول الاتحاد قدرا كبيرا من المال والجهد في تنظيم الدعم النفسي والاجتماعي للجنود زوجات والأرامل والأيتام، وللجنود أنفسهم. وكان معظم الجنود المتطوعين، على الرغم من بعد 1862 وتطوع العديد هربا من مشروع والاستفادة من خيرات مالية سخية على العرض المقدم من الدول والمناطق. وكان مشروع المقاومة ملحوظة في بعض المدن الكبرى، وخاصة مدينة نيويورك مع مكافحة الشغب مشروع ضخمة لها لعام 1863، وفي بعض المناطق النائية مثل مناطق التعدين الفحم من ولاية بنسلفانيا.

## اصطلاحًا
في إطار الحرب الأهلية، عادة ما يُشار إلى الاتحاد (الولايات المتحدة الأميركية) أحيانًا باسم «الشمال»، سواء آنذاك أو حاليًا، وعلى النقيض من الكونفدرالية، التي عُرفت باسم «الجنوب». لم يعترف الاتحاد (الولايات المتحدة الأمريكية) قط بشرعية انفصال الكونفدرالية، وأكد في جميع الأوقات على بقائها جزءًا بالكامل من الولايات المتحدة الأمريكية. على صعيد الشؤون الخارجية اعترفت جميع الدول الأخرى بالاتحاد فقط، ولم يعترف أي منها رسميًا بالحكومة الكونفدرالية. ورد مصطلح الاتحاد في أول وثيقة تنظيمية للولايات المتحدة، والتي ضمت مواد الاتحاد والاتحاد الدائم. صدر الدستور اللاحق لعام 1787 وأُقِر به باسم الولايات، وفي نص «نحن شعب الولايات المتحدة، في سبيل تشكيل اتحاد أكثر مثالية... ...» ثم تكرر مصطلح الاتحاد، بالنسبة للولايات المتحدة الأمريكية، في بنود مثل شرط القبول في الاتحاد الوارد في المادة الرابعة، القسم 3.
شاع استخدام عبارة «الحفاظ على الاتحاد» قبل بدء الحرب، واستُخدم مصطلح «اتحاد الدول» للإشارة إلى الولايات المتحدة الأمريكية بأكملها. استُخدم مصطلح «الاتحاد» لوصف الجانب غير الانفصالي وينطوي على دلالة الشرعية باعتبارها استمرارا للكيان السياسي القائم سابقًا.
رأى الكونفدراليون بشكل عام أن الاتحاد يعارض العبودية، وأشاروا لهم أحيانًا بقوات المطالبة بإلغاء الرق، وأشاروا كذلك إلى البحرية الأمريكية باعتبارها «أسطولًا لحركة إلغاء الرق» والجيش الأمريكي «بقوات حركة إلغاء الرق.»
في عام 2021، أشارت مطبعة جامعة الجيش إلى أنها ستستبدل مصطلح «الحكومة الاتحادية» بمصطلح «حكومة الولايات المتحدة». ذكرت مطبعة جامعة الجيش أن هذا «أكثر دقة تاريخيًا» إذ أن «مصطلح الاتحاد غالبًا ما يشير إلى جميع الولايات معًا».

## الحجم والقوة
على النقيض من الكونفدرالية، امتلك الاتحاد منطقة صناعية وحضرية كبيرة (الشمال الشرقي)، وأنظمة تجارية ووسائل نقل ومالية أكثر تقدمًا مقارنة بالجنوب الريفي. فضلًا عن ذلك، تميزت الولايات الاتحادية بقوتها العاملة التي تراوحت بنسبة خمسة إلى اثنين في بداية الحرب.
عام تلو العام، انهارت الكونفدرالية وفقدت السيطرة على الكثير من الموارد والسكان. في الوقت ذاته، حول الاتحاد ميزته المحتملة المتنامية إلى قوة عسكرية أقوى بكثير. مع ذلك، كان لا بد من استخدام الكثير من قوة الاتحاد لحشد المناطق التي غزت الحامية، وحماية السكك الحديدية وغيرها من النقاط الحيوية. من شأن المزايا الكبيرة للاتحاد في مجال السكان والصناعة أن تثبت موقفة كعامل حيوي طويل الأجل في انتصاره على الكونفدرالية، إلا أن الاتحاد استغرق وقتًا طويلًا لحشد هذه الموارد بالكامل.

## الرأي العام
كان للهجوم على حصن سمتر دور في حشد الشمال للدفاع عن القومية الأمريكية. ذكر المؤرخ آلان نيفينز:
كان لهجوم حصن سمتر دور في تأجيج المشاعر الشمالية، إذ اكتسح الغضب الأرض. وردت أنباء عن الاجتماعات الجماهيرية من كل جانب، علاوة على إلقاء الخطب، وصدور القرارات، وعطاءات دعم الأعمال التجارية، وحشد الشركات والانظمة، والجهود الحازمة الذي بذلها المحافظين والهيئات التشريعية.
ذكر مكلينتوك:
كان الشماليون آنذاك محقين في التساؤل عن شبه الإجماع الذي سرعان ما تبعه أشهر طويلة من المرارة والشقاق. لم يدُم ذلك طيلة فترة الحرب اللاحقة –أو حتى خلال العام– ولكن في لحظة الوحدة تلك، كانت القومية الشمالية المشتركة محفوفة بالمعارك الضارية التي سادت الساحة السياسية.
ذكر المؤرخ مايكل سميث أن روح الجمهورية الأمريكية ازدادت قوة طيلة فترة الحرب، وأدت إلى نشوء مخاوف إزاء الفساد في المناصب العليا. أصبح الناخبون متخوفون إزاء مركزية السلطة في واشنطن والإنفاق الباهظ وتحقيق أرباح الحرب. شدد المرشحون الديمقراطيون على هذه المخاوف. أضاف المرشحون أن التحديث السريع يضع المزيد من السلطة السياسية في أيدي الممولين والصناعيين الشرقيين. حذروا من أن إلغاء العبودية سيجلب فيضانًا من السود المحررين إلى سوق العمل في الشمال.
رد الجمهوريون بادعاءات الانهزامية. فضلًا عن ذلك، اتهموا رؤساء القبائل بحياكة المؤامرات الإجرامية لتحرير أسرى الحرب الكونفدراليين، وتلاعبوا بروح القومية والكراهية المتزايدة لمالكي العبيد، باعتبارهم الطرف المذنب في الحرب.

## الرئيس لينكون
مدح المؤرخون العبقرية السياسية التي اتسم بها أداء أبراهام لينكون أثناء رئاسته. كانت أولويته الأولى هي النصر العسكري. تطلب ذلك أن يتقن مهارات جديدة تمامًا باعتباره استراتيجيًا ودبلوماسيًا. أشرف لينكون على الإمدادات والأمور المالية والقوى العاملة واختيار الجنرالات ومسار الاستراتيجية العامة. بالعمل الوثيق مع الساسة الحكوميين والمحليين، حشد لينكون الرأي العام وصاغ رسالة وطنية حددت أمريكا منذ ذلك الحين. كان لسحر لينكون ورغبته في التعاون مع الأعداء السياسيين والشخصيين سبب في عمل واشنطن بسلاسة أكبر كثيرًا مقارنة بريتشموند، العاصمة الكونفدرالية. أثبت مجلس وزراء لينكون أنه أقوى وأكثر كفاءة من مجلس وزراء ديفيس، إذ لم يعتمد لينكون المنافسات الشخصية وحاول التفوق عوضًا عن محاولة تدمير منافسيه. مع وجود ويليام سيوارد في وزارة الخارجية، وسالمون تشيس في وزارة المالية، وإدوين ستانتون في وزارة الحرب (من عام 1862)، امتلك لينكون مجلس وزراء قوي من الرجال الحازمين. باستثناء مراقبة التعيينات والقرارات الرئيسية، منحه لينكون مجلس وزرائه صلاحية إنهاء التمرد الكونفدرالي.

## الكونغرس
أصدر الكونغرس الجمهوري العديد من القوانين الرئيسية التي أعادت تشكيل اقتصاد البلاد والنظام المالي والنظام الضريبي ونظام الأراضي ونظام التعليم العالي. شملت هذه القوانين تعريفات موريل الجمركية وقانون الإسكان وقانون السكك الحديدية في المحيط الهادئ والقانون المصرفي الوطني. لم يعِر لينكون هذا التشريع إلا القليل من الاهتمام نسبيًا، وركز على قضايا الحرب ولكنه عمل بسلاسة مع زعماء الكونغرس الأقوياء كثاديوس ستيفنز (بشأن الضرائب والإنفاق) وآن تشارلز سومنر (للشؤون الخارجية) وليمان ترومبول (بشأن القضايا القانونية) وجستن سميث موريل (بشأت المنح والتعريفات الجمركية) وويليام بيت فيسندن (للشؤون المالية).
اهتم لينكون كذلك بالمسائل العسكرية ومسائل إعادة الإعمار. غالبًا ما اشتبك لينكون، باعتباره قائدًا للفصائل المعتدلة والمحافظة في الحزب الجمهوري، مع الجمهوريين الراديكاليين، بقيادة ستيفنز وسومنر. بيّن المؤلف بروس تاب أن الكونغرس طعن في دور لينكولن بصفته قائدًا عامًا من خلال اللجنة المشتركة المعنية بسلوك الحرب. اتخذت لجنة مشتركة من كلا المجلسين الخاضعين لسيطرة الجمهوريين الراديكاليين موقفًا متشددًا ضد الكونفدرالية. خلال المؤتمرين السابع والثلاثين والثامن والثلاثين حققت اللجنة في كل جانب من جوانب العمليات العسكرية للاتحاد، مع إيلاء اهتمام خاص للعثور على قادة مذنبين مُتهمين بالهزائم العسكرية. ساد اعتقاد أن انتصار الاتحاد أمر حتمي. كان يُنظر إلى الفشل على أنه يشير إلى دوافع شريرة أو إخفاقات شخصية. لم تثق اللجنة بخريجي الأكاديمية العسكرية الأمريكية في ويست بوينت، حيث تخرج العديد من قادة جيش العدو. فضّل أعضاء اللجنة الجنرالات السياسيين ذوي السجل السياسي الناصع. أشار بعض أعضاء اللجنة إلى أن خريجي ويست بوينت الذين شاركوا في المناورة الاستراتيجية كانوا جبناء أو حتى مخادعين. انتهى الأمر إلى تأييد الجنرالات غير الأكفاء.

### المعارضة
جاءت المعارضة من الديمقراطيين المناهضين للحرب، والذين امتلكوا تأثيرًا أقوى في الغرب الأوسط وشجعوا على الانفصال الكونفدرالي. في الشرق، كانت المعارضة للحرب أقوى في أوساط الكاثوليك الأيرلنديين، ولكنها شملت كذلك المصالح التجارية المرتبطة بالجنوب التي وضعها أوغست بيلمونت. انقسم الحزب الديمقراطي بشدة. في عام 1861، أيد معظم الديمقراطيين الحرب. مع ذلك، تزايد انقسام الحزب بين المعتدلين الذين دعموا المجهود الحربي، ومناهضي الحرب الذين اعتُبروا عنصرًا للسلام. حققت المعارضة مكاسب كبيرة في انتخابات عام 1862، وانتخبت هوراشيو سيمور المعتدل حاكمًا لنيويورك. حصلت المعارضة على 28 مقعدًا في مجلس النواب ولكن الجمهوريين احتفظوا بالسيطرة على كل من الكونغرس ومجلس الشيوخ. اتسمت انتخابات عام 1862 للهيئة التشريعية في إنديانا بالصعوبة. على الرغم من سيطرة الديمقراطيين على السلطة التشريعية، لم يتمكنوا من عرقلة المجهود الحربي. تمكن الحاكم الجمهوري أوليفر مورتون من الحفاظ على السيطرة على مساهمة الدولة في المجهود الحربي على الرغم من الأغلبية الديمقراطية المعارضة. في عام 1864، ساهمت واشنطن في ترتيب أحزاب للسماح لجنود هوسير بالعودة إلى ديارهم ليتمكنوا من التصويت في الانتخابات. كانت الأغلبية العظمى من الناخبين جنودًا جمهوريين. امتنع الكثير من الرجال الديمقراطيين قبل الحرب عن التصويت، بينما صوت الجمهوريون بكثرة.

## روابط خارجية
- Lincoln Administration links
- Civil War Soldiers
- Abraham Lincoln online, texts
- "Financial Measures," by Nicolay and Hay (1889)
- "Lincoln Reelected," by Nicolay and Hay (1889)
- "First Plans for Emancipation," by Nicolay and Hay (1889)
- "Emancipation Announced," by Nicolay and Hay (1889)